# Angola vid världsmästerskapen i simsport 2022
Angola tävlade vid världsmästerskapen i simsport 2022 i Budapest i Ungern mellan den 17 juni och 3 juli 2022. Angola hade en trupp på fem idrottare.

## Simning
| Idrottare            | Gren                          | Heat          | Heat          | Semifinal        | Semifinal        | Final            | Final            |
| Idrottare            | Gren                          | Tid           | Placering     | Tid              | Placering        | Tid              | Placering        |
| -------------------- | ----------------------------- | ------------- | ------------- | ---------------- | ---------------- | ---------------- | ---------------- |
| Maria Freitas        | Damernas 50 meter bröstsim    | 35,80         | 48            | Gick inte vidare | Gick inte vidare | Gick inte vidare | Gick inte vidare |
| Maria Freitas        | Damernas 100 meter bröstsim   | 1.18,55       | 48            | Gick inte vidare | Gick inte vidare | Gick inte vidare | Gick inte vidare |
| Salvador Gordo       | Herrarnas 50 meter fjärilsim  | 25,04         | 51            | Gick inte vidare | Gick inte vidare | Gick inte vidare | Gick inte vidare |
| Salvador Gordo       | Herrarnas 100 meter fjärilsim | Startade inte | Startade inte | Startade inte    | Startade inte    | Startade inte    | Startade inte    |
| Lia Lima             | Damernas 50 meter fjärilsim   | 29,31         | 47            | Gick inte vidare | Gick inte vidare | Gick inte vidare | Gick inte vidare |
| Lia Lima             | Damernas 100 meter fjärilsim  | 1.06,51       | 26            | Gick inte vidare | Gick inte vidare | Gick inte vidare | Gick inte vidare |
| Henrique Mascarenhas | Herrarnas 100 meter frisim    | 53,28         | 71            | Gick inte vidare | Gick inte vidare | Gick inte vidare | Gick inte vidare |
| Henrique Mascarenhas | Herrarnas 200 meter frisim    | 1.58,03       | 55            | Gick inte vidare | Gick inte vidare | Gick inte vidare | Gick inte vidare |

## Öppet vatten-simning
| Idrottare     | Gren           | Tid       | Placering |
| ------------- | -------------- | --------- | --------- |
| Pedro Pinotes | Herrarnas 5 km | 1:00.15,0 | 48        |